# Kiara Diane
Kiara Diane (Yakima, Washington; 29 de abril de 1987) es una actriz pornográfica estadounidense retirada.

## Biografía
Nació con el nombre de Celeste Allen en la ciudad de Yakima, capital del condado del mismo nombre en el estado de Washington, en la Costa Oeste. Entre 2002 y 2005, Kiara trabajó como modelo para la firma Seattle Modelos Guild (SMG), así como para las marcas Banana Republic y Tommy Hilfiger en campañas publicitarias.
Después de graduarse en el instituto en 2005, se trasladó hasta Seattle, donde empezó a trabajar como bailarina gogó y modelo. En 2008, Kiara abandonó Seattle para trasladarse a Los Ángeles, con un contrato como modelo profesional, trabajando para Cosmopolitan, Penthouse, Hustler o Club International Magazine. En 2009, a la edad de 22 años, entró en la industria pornográfica.
Desde sus comienzos empezó a trabajar con las principales productoras como Penthouse, New Sensations, Girlfriends Films, Adam & Eve, Zero Tolerance, Evil Angel, Naughty America, Vivid Entertainment Group o Twistys.
En 2010 recibió sendas nominaciones en los Premios AVN y XBIZ a Mejor actriz revelación. Volvió a estar nominada en los AVN en 2011 por la película Hocus Pocus XX en la categoría de Mejor escena de sexo lésbico en grupo, que compartía con Nikki Benz, Madelyn Marie, Sunny Leone, Audrey Hollander y Eva Angelina.
En julio de 2011 fue nombrada Pet of the Month de la revista Penthouse.
Algunos trabajos de su filmografía son Amateur Angels 22, Club Sybian, Forbidden, Lesbian Love, New Chicks Cum First 9, Phone Fucks, Splashdown, Wet Dreams Cum True 8 o XX At Work 3.
Se retiró en 2014, habiendo aparecido en algo más de 200 películas.

## Premios y nominaciones
| Año  | Ceremonia     | Resultado | Premio                                   | Trabajo                |
| ---- | ------------- | --------- | ---------------------------------------- | ---------------------- |
| 2010 | Premios AVN   | Nominada  | Mejor actriz revelación                  | —                      |
| 2010 | Premios XBIZ  | Nominada  | Mejor actriz revelación                  | —                      |
| 2011 | Premios AVN   | Nominada  | Mejor escena de sexo lésbico en grupo    | Hocus Pocus XX         |
| 2012 | Galaxy Awards | Ganadora  | Mejor escena de sexo lésbico             | Naughty Athletics 13   |
| 2014 | Premios XBIZ  | Nominada  | Mejor escena de sexo en película lésbica | Girls Who Love Girls 1 |